# Traubenkernöl
Traubenkernöl ist ein Pflanzenöl, das aus den Samen (Kernen) der Weintrauben gewonnen wird. Traubenkerne sind ein Nebenprodukt aus der Weinherstellung und enthalten 6 bis 20 % Öl. Das Öl kann durch Heiß- oder Kaltpressung gewonnen oder auch chemisch extrahiert werden. Der Pressrückstand aus der Kaltpressung wird zu Traubenkernmehl verarbeitet. Das Triglycerid enthält einen hohen Anteil ungesättigter Fettsäuren. 
Raffiniertes Traubenkernöl ist sehr hoch erhitzbar (Rauchpunkt etwa 200 °C) und kann daher auch zum Braten verwendet werden. Traubenkernöl wird ferner als Basis für kosmetische Präparate verwendet. 
Ein Liter Öl wird aus ca. 40 kg Kernen gewonnen, was etwa dem Kerngehalt von 2 Tonnen Trauben entspricht.

## Heiß gepresstes Traubenkernöl
Heiß gepresstes Traubenkernöl ist ein in Geschmack und Farbe neutrales Speiseöl. Es enthält jedoch aufgrund der chemischen Extraktion geringere Mengen an natürlichen Fettbegleitstoffen.
In den frühen 1980er Jahren kam dieses Öl in die Schlagzeilen, weil gehäuft Proben auftraten, die hohe Konzentrationen von polycyclischen aromatischen Kohlenwasserstoffen enthielten. Diese stammten vermutlich aus Rauchgasen, die beim Trocknen der Kerne entstanden.

## Kalt gepresstes Traubenkernöl
Kalt gepresstes Öl enthält neben den verschiedenen Fettsäuren auch die Antioxidantien Vitamin E, Resveratrol, Procyanidine (OPCs) und Lecithin. Es hat eine hellgrün schillernde Farbe und ist im Geschmack leicht nussig, wobei die Weintraube noch herausgeschmeckt werden kann. Deshalb ist es vor allem zur kalten Verwendung, etwa zum Würzen von Salaten und Saucen, zu Käse oder zum Beizen von Fleisch, gut geeignet.
Die Verwendung als Kosmetikum ist angeblich schon aus dem Mittelalter bekannt. In der Neuzeit wird Öl seit wenigen Jahren wieder auf diese Art gewonnen, beginnend in den USA und in Frankreich. Mittlerweile gibt es auch in Deutschland Ölmühlen, die kalt gepresstes Öl anbieten.

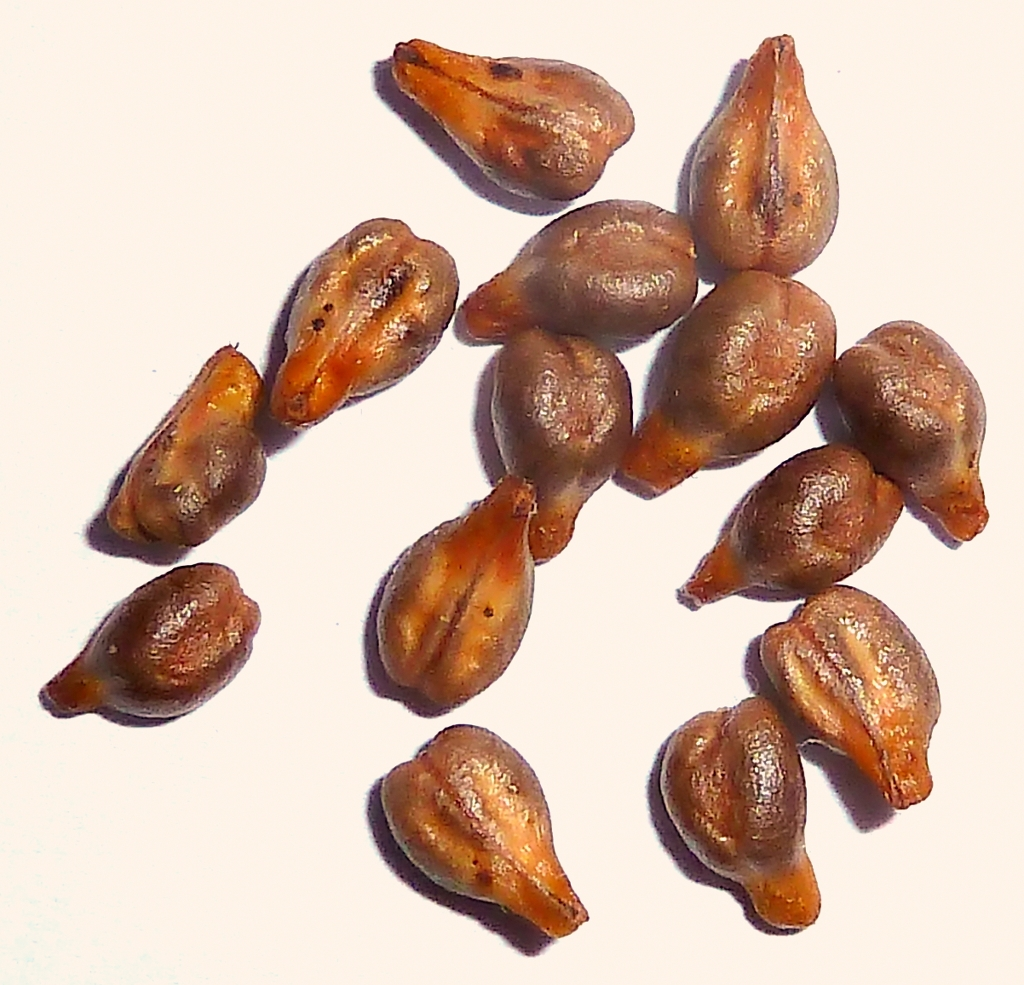
Traubenkerne
Allgemeine chemische Struktur von Ölen, wie Traubenkernöl. Darin sind R1, R2 und R3 Alkylreste (ca. 11 %) oder Alkenylreste (ca. 89 %) mit einer meist ungeraden Anzahl von Kohlenstoffatomen